# Wilson Kipketer
Wilson Kosgei Kipketer (* 12. Dezember 1972 in Kapsabet, Nandi District) ist ein ehemaliger dänischer Mittelstreckenläufer kenianischer Herkunft, der im 800-Meter-Lauf dreimal in Folge Weltmeister wurde (1995 bis 1999) und den Hallenweltrekord über 800 Meter hält (Stand: 2023). Von 1997 bis 2010 hielt er zudem den Weltrekord über 800 Meter im Freien.

## Leben
Kipketer ist einer der besten 800-Meter-Läufer aller Zeiten. 1990 ging er nach Dänemark, um Elektrotechnik zu studieren. Er startete damals noch als Junior für Kenia (Juniorenweltmeisterschaften 1990: Platz vier).
Bei Welt- und Europameisterschaften war Kipketer fortan einer der Favoriten. Seinen ersten Weltmeistertitel über 800 Meter gewann er bei den Weltmeisterschaften 1995 in Göteborg. Diesen Titel konnte er 1997 in Athen und 1999 in Sevilla erfolgreich verteidigen.

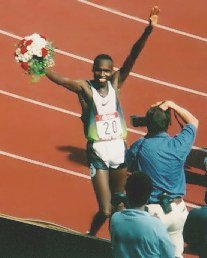
Kipketer nach seinem Weltrekord in Köln 1997

An den Olympischen Spielen 1996 in Atlanta konnte er noch nicht teilnehmen, da er noch nicht die dänische Staatsbürgerschaft besaß und Kenia ihm die Teilnahme verweigerte. 1997 egalisierte er den Weltrekord von Sebastian Coe (1:41,73 min) und verbesserte ihn noch zweimal auf zunächst 1:41,24 min und später in Köln beim ASV-Meeting auf 1:41:11 min. In den Jahren 1996 und 1997 wurde er bei keinem Rennen geschlagen, und er gewann 28 Mal in Folge. Daraufhin wurde er zum Welt-Leichtathlet des Jahres, zu Europas Leichtathlet des Jahres, Europas Sportler des Jahres und Dänemarks Sportler des Jahres gewählt. Auch in der Hall of Fame des dänischen Sports ist er (seit 2008) vertreten. 1998 warf ihn eine Malariaerkrankung zurück.
Zu den Olympischen Spielen 2000 in Sydney – inzwischen als dänischer Staatsbürger – kam er als Favorit, er musste sich dann aber überraschend dem Deutschen Nils Schumann geschlagen geben. Ähnlich erging es ihm bei den Olympischen Spielen 2004 in Athen, wo er die Bronzemedaille gewann, obwohl er auch hier der Favorit war. Somit bleibt einer der herausragenden 800-Meter-Läufer ohne Olympiasieg.
Am 17. August 2005 gab er das Ende seiner Karriere bekannt, nachdem er schon bei den Weltmeisterschaften 2005 in Helsinki gefehlt hatte. Ursprünglich wollte er erst nach den Europameisterschaften 2006 in Göteborg seine Karriere beenden.
Kipketer lief während seiner Karriere die 800 Meter insgesamt 22-mal unter 1:43 Minuten. Er ist neben David Rudisha der einzige Läufer, der mehrmals unter 1:42 Minuten blieb.
Wilson Kipketer hat bei einer Größe von 1,82 m ein Wettkampfgewicht von 63 kg.
Kipketer gilt als moderner Athlet des globalisierten Sports, da er in Kenia geboren für Dänemark startend, von einem polnischen Trainer (Slawomir Nowak) meist in St. Moritz trainiert wurde. Er lebt in Monaco.

## Persönliche Bestzeiten
- 400 m: 46,85 s
- 800 m: 1:41,11 min
- 1000 m: 2:16,29 min
- 1500 m: 3:42,80 min
- 1 Meile: 3:59,57 min

## Auszeichnungen
- Weltsportler des Jahres (La Gazzetta dello Sport): 1997

Galerie mit Bildern aus Iten

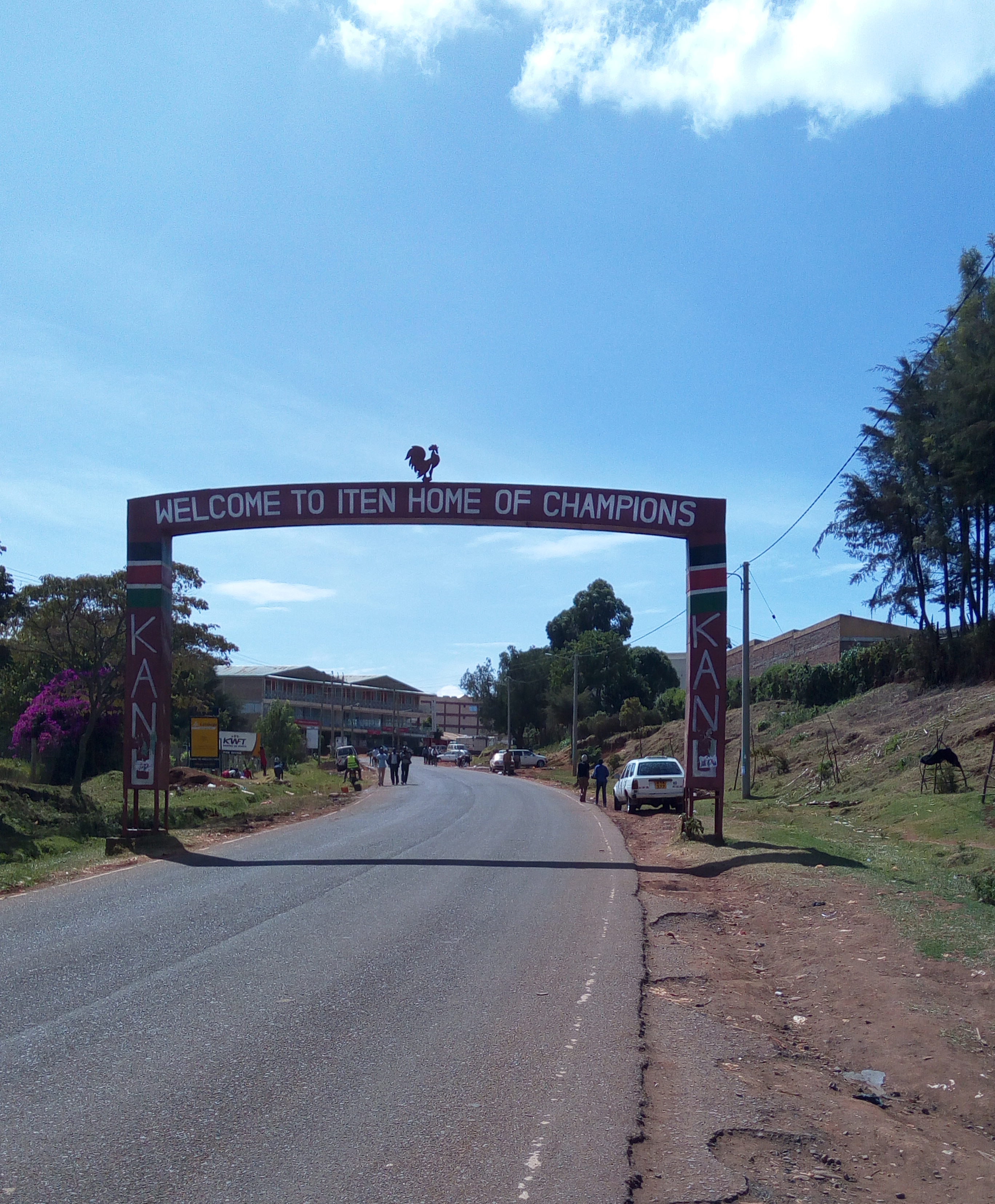
Ortseingang von Iten, wo Kipketer zur Mittelschule ging
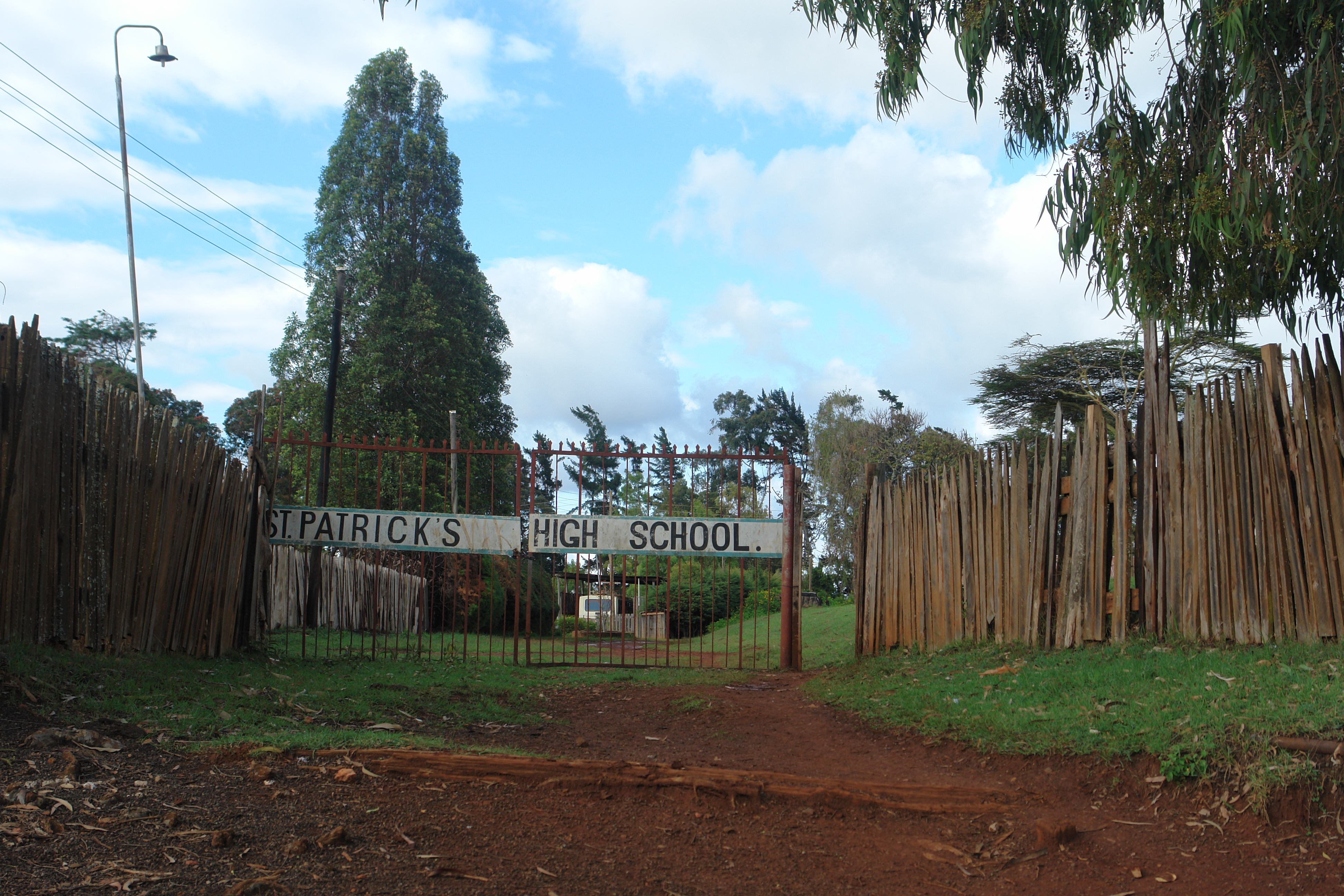
In der St. Patrick's High School entdeckte und förderte man sein Lauftalent
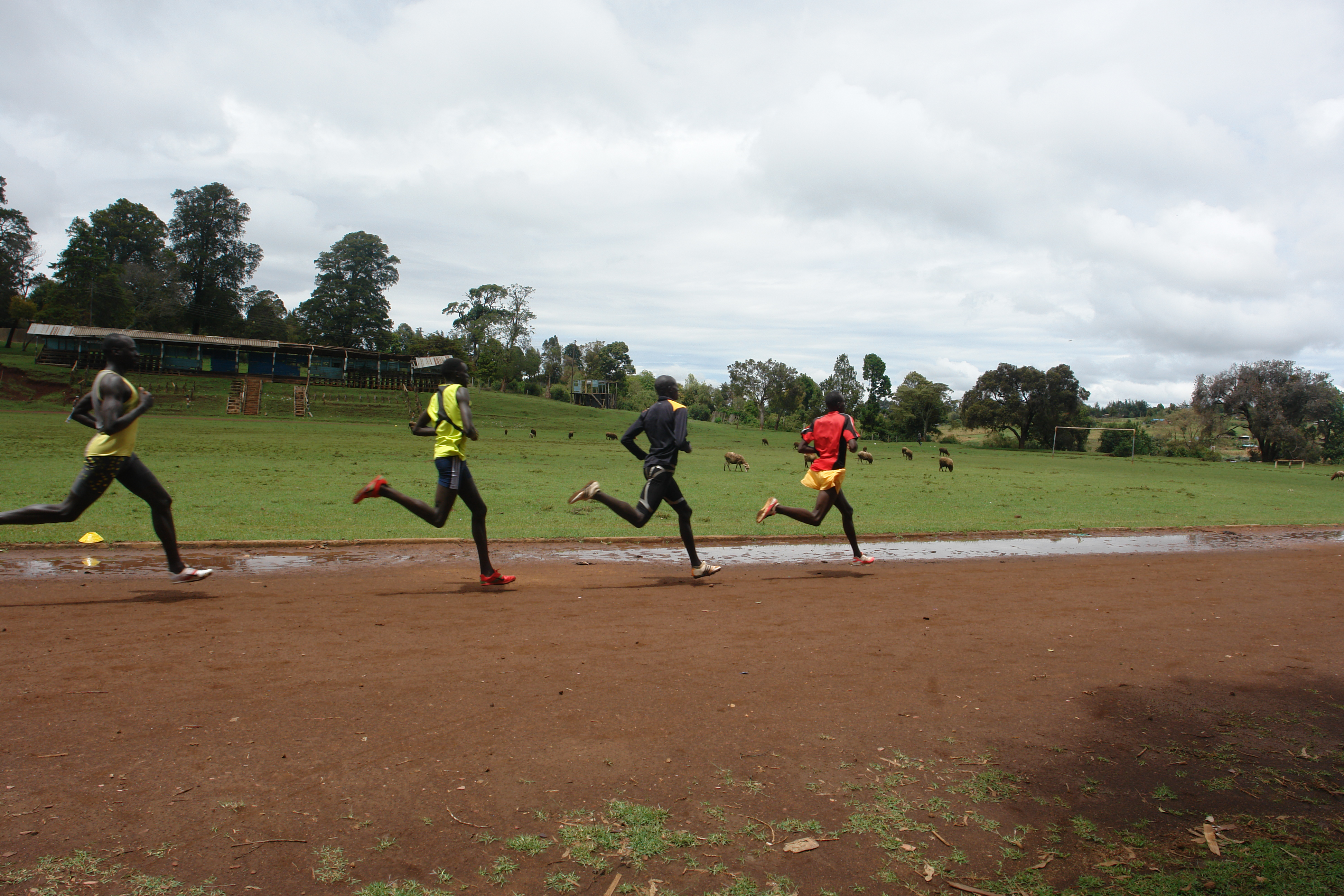
Stadion Iten
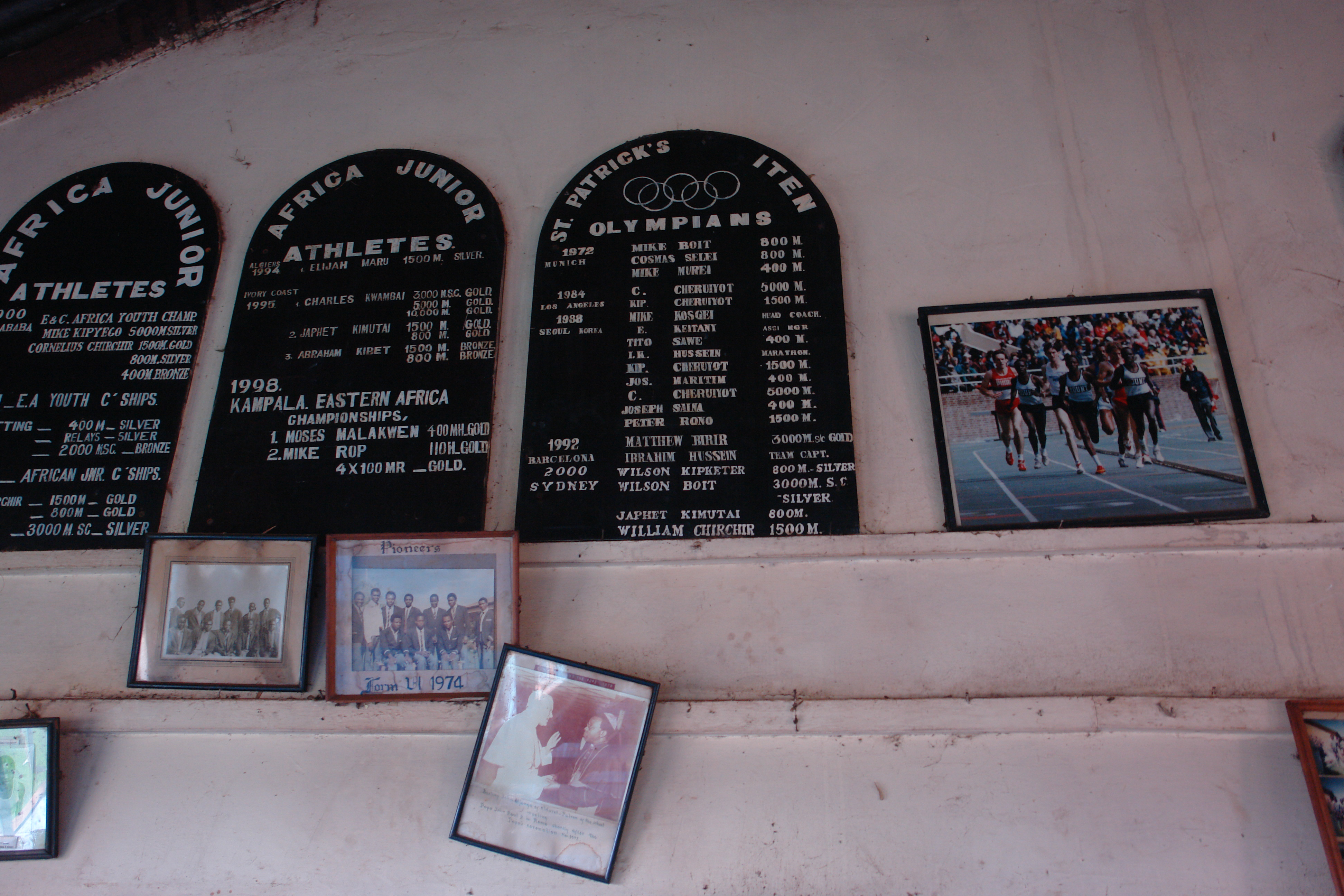
Ehrenwand für die Sportler der St. Patrick's High School
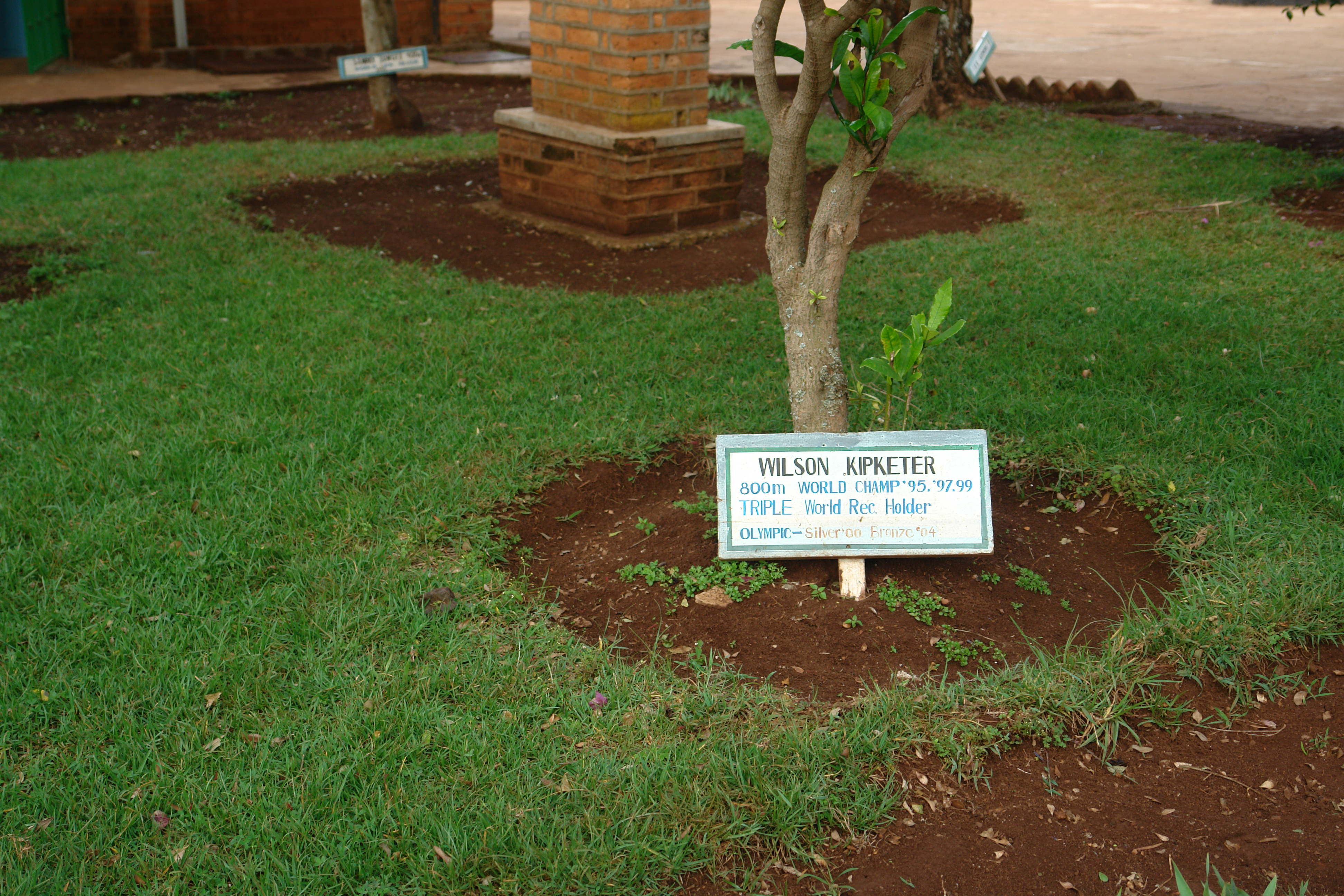
Ein Baum zu Ehren eines ehemaligen Schülers